# Jennifer Ulrich
Jennifer Ulrich (Lichtenberg, Berlijn, 18 oktober 1984) is een Duitse actrice. Ze werd geboren in de toenmalige DDR.
In 2008 speelde ze in Die Welle de rol van Karo. In Albert Schweitzer (2009) met Jeroen Krabbé in de hoofdrol was ze te zien als de verpleegster Susi Sandler.

## Biografie
Ze maakte in 2001 haar debuut in de film Große Mädchen weinen nicht. 
Ze speelde in verschillende films (bv. Die Wolke en Elementarteilchen) en series. Ze speelde voor het eerst een hoofdrol in de film Die Welle van Dennis Gansel. In 2008 nam ze deel aan het Sundance Film Festival.
In haar vrije tijd houdt ze van reizen, dansen en vreemde talen leren. Daarnaast duikt ze en doet ze aan paardrijden. Haar favoriete muziekstijlen zijn punk, rock en house.

## Filmografie
- 2001: Große Mädchen weinen nicht (Yvonne)
- 2003: Befreite Zone (Jenny Ulrich)
- 2006: Elementarteilchen (Johanna)
- 2005: Lauf der Dinge (Clara)
- 2005: Sieben Tage Sonntag (Ella)
- 2006: Die Wolke (Meike)
- 2008: Ein Teil von mir (Jeanette)
- 2008: Die Welle (Karo)
- 2009: Albert Schweitzer - Ein Leben für Afrika (Susi Sandler)
- 2010: Wir sind die Nacht (Charlotte)
- 2011: Zimmer 205 (Katrin Nadolny)
- 2012: Diaz – Don’t clean up this blood (Alma Koch)
- 2014: Meet me in Montenegro (Friederike)
- 2018: Drive me home (Emily)
- 2020: Tell it like a Woman - Unspoken

### Televisiefilms
- 2003: Berlin – Eine Stadt sucht den Mörder
- 2005: Untreu
- 2006: Zwei zum Fressen gern
- 2009: Der gestiefelte Kater
- 2010: Die Kinder von Blankenese
- 2012: Herztöne
- 2013: Wüstenherz – Der Trip meines Lebens
- 2014: Toleranz
- 2014: Hangover in High Heels
- 2016: Leg dich nicht mit Klara an
- 2016: Fanny und die geheimen Väter
- 2016: Fanny und die gestohlene Frau
- 2017: Familie Wöhler auf Mallorca
- 2018: Extraklasse
- 2018: Es bleibt in der Familie
- 2023: Die Whistleblowerin
- 2024: Ostsee für Sturköppe

### Televisieseries
- 2006: Einsatz in Hamburg – Mord nach Mitternacht
- 2006: Polizeiruf 110: Verstoßen
- 2007: Tatort: Familienaufstellung
- 2009: Kommissar Stolberg - Die falsche Frau
- 2011: Polizeiruf 110: Die Gurkenkönigin
- 2015: Böser Wolf – Ein Taunuskrimi (tweedelig)
- 2016: SCHULD nach Ferdinand von Schirach: Familie
- 2016: Kommissar Dupin: Bretonischer Stolz
- 2019: Dignity (8 afleveringen)
- 2021: The Mopes (5 afleveringen)